# 1-脱氧野尻霉素
1-脱氧野尻霉素（缩写DNJ、1-DNJ，也称为duvoglustat、moranolin）是一种含氮有机化合物，化学式C6H13NO4，属于一种亚氨基糖，存在于桑树的叶子中。